# Maikon Leite
Maikon Fernando Souza Leite (* 3. August 1988 in Mogi das Cruzes, Brasilien) ist ein brasilianischer Fußballspieler. Er spielt als Rechtsaußen oder als Stürmer.

## Karriere
Maikon Leite begann seine Fußballkarriere 2006 beim EC Santo André. Im Juni 2008 wechselte er zu FC Santos, wo er sich bald als guter Torschütze bewies. Doch am 17. August 2008 zog er sich bei einem Spiel gegen Flamengo Rio de Janeiro eine schwere Verletzung der Bänder im rechten Knie zu. Daraufhin musste er acht Monate pausieren und konnte erst am 18. April 2009 gegen Palmeiras wieder auflaufen. Bereits zwei Spiele später, am 21. Juni gegen Atlético Mineiro, verletzte Leite sich erneut am rechten Knie und setzte bis Januar 2010 aus. Im Mai 2010 wurde er an Athletico Paranaense ausgeliehen. Am 9. Januar 2011 unterzeichnete er einen Vorvertrag mit Palmeiras, am 30. Juni spielte er erstmals für den Verein und schoss dabei gegen Atlético Goianiense bereits ein Tor. Bei Palmeiras kam er in seinen ersten zwei Jahren zu regelmäßigen Einsätzen. Nach Beendigung der Staatsmeisterschaft 2013 wurde Leite an Náutico Capibaribe bis Jahresende ausgeliehen. Auch in der Folgezeit spielte er keine Rolle mehr in den Planungen von Palnmeiras. Er wurde bis Vertragsende mit dem Klub Ende Juni 2016 die meiste Zeit ausgeliehen, u. a. nach Mexiko an Atlas Guadalajara und al-Shaab in die VAE.
Im Juli 2016 ging er nochmals nach Mexiko zu Deportivo Toluca. Bei den Mexikanern blieb er bis Jahresende, dann ging er in seine Heimat zurück. Dort spielt er seitdem in unterklassige Klubs.

## Privatleben
Maikon Leite lebte u. a. in Perdizes, einem Stadtteil von São Paulo. Er hat einen Sohn, der am 10. November 2011 in Santos zur Welt gekommen ist.

## Erfolge
Santo André
- Staatsmeisterschaft von São Paulo Série A2: 2006

Santos
- Staatsmeisterschaft von São Paulo: 2010, 2011
- Copa do Brasil: 2010
- Copa Libertadores: 2011

Palmeiras
- Copa do Brasil: 2012

Bahia
- Copa do Nordeste: 2017

Figueirense
- Staatsmeisterschaft von Santa Catarina: 2018